# Wereldkampioenschappen indooratletiek 2003
De wereldkampioenschappen indooratletiek 2003 werden gehouden van vrijdag 14 maart 2003 tot en met zondag 16 maart 2003 in het Britse Birmingham. Het werd gehouden in het National Indoor Arena.
Aan het toernooi namen 589 atleten deel, afkomstig uit 132 landen.

## Recordverbeteringen
Er werd één wereldrecord verbeterd:
- Svetlana Feofanova (Rusland) bij het polsstokhoogspringen naar 4,80 meter.

Er werden twee Nederlands records verbeterd:
- Gert-Jan Liefers op de 3.000 m naar 7.44,34 minuten.
- Rens Blom bij het polsstokhoogspringen naar 5,75 meter.

## Deelnemers

### Nederland
- Patrick van Balkom
  - 200 m - 4e in de halve finale met 21,26 s
- Rens Blom
  - polsstokhoogspringen - 3e in de finale met 5,75 m
- Gert-Jan Liefers
  - 3000 m - 6e in de finale met 7.44,34
- Arnoud Okken
  - 800 m - 6e in de finale met 1.48,71
- Gregory Sedoc
  - 60 m horden - 6e in de halve finale met 7,75 s
- Rutger Smith
  - kogelstoten - 10e in de kwalificatieronde met 19,59 m
- Bram Som
  - 800 m - 5e in de finale met 1.47,00
- Lieja Tunks
  - kogelstoten - 9e in de kwalificatieronde met 18,31 m
- Marcel van der Westen
  - 60 m horden - 5e in de series met 7,83 s
- Monique de Wilt
  - polsstokhoogspringen - NM in de kwalificatieronde

### België
- Cédric Van Branteghem
  - 400 m - 5e in de halve finale met 47,01 s
- Jonathan N'Senga
  - 60 m horden - 7e in de series met 8,03 s

## Uitslagen

### 60 m
| rang   | land | naam               | prestatie |
| ------ | ---- | ------------------ | --------- |
| Goud   | USA  | Justin Gatlin      | 6,46      |
| Zilver | SKN  | Kim Collins        | 6,53 (NR) |
| Brons  | GBR  | Jason Gardener     | 6,55      |
| 4      | GBR  | Mark Lewis-Francis | 6,57      |
| 5      | HUN  | Gábor Dobos        | 6,64      |
| 6      | FRA  | Jérôme Éyana       | 6,64 (PB) |
| 7      | FIN  | Markus Pöyhönen    | 6,65      |
| 8      | NIG  | Deji Aliu          | 6,72      |

| rang   | land | naam              | prestatie |
| ------ | ---- | ----------------- | --------- |
| Goud   | UKR  | Zjanna Block      | 7,04 (WL) |
| Zilver | USA  | Angela Williams   | 7,16 (SB) |
| Brons  | USA  | Torri Edwards     | 7,17 (PB) |
| 4      | SLO  | Merlene Ottey     | 7,20      |
| 5      | AUT  | Karin Mayr-Krifka | 7,23      |
| 6      | RUS  | Marina Kislova    | 7,26      |
| 7      | GBR  | Joice Maduaka     | 7,34      |
| 8      | BAH  | Sevatheda Fynes   | DNS       |

### 200 m
| rang   | land | naam              | prestatie |
| ------ | ---- | ----------------- | --------- |
| Goud   | GBR  | Marlon Devonish   | 20,62     |
| Zilver | CMR  | Joseph Batangdon  | 20,76     |
| Brons  | BAH  | Dominic Demeritte | 20,92     |
| 4      | SLO  | Matic Osovnikar   | 21,17     |
| 5      | ITA  | Marco Torrieri    | 21,68     |
|        | GBR  | Allyn Condon      | DSQ       |

| rang   | land | naam                     | prestatie  |
| ------ | ---- | ------------------------ | ---------- |
| Goud   | FRA  | Muriel Hurtis-Houairi    | 22,54      |
| Zilver | RUS  | Anastasia Kapatsjinskaja | 22,80      |
| Brons  | JAM  | Juliet Campbell          | 22,81 (SB) |
| 4      | CAY  | Cydonie Mothersille      | 23,18      |
| 5      | BLR  | Natallia Safronnikava    | 23,61      |
|        | USA  | Michelle Collins         | DSQ        |

### 400 m
| rang   | land | naam             | prestatie  |
| ------ | ---- | ---------------- | ---------- |
| Goud   | USA  | Tyree Washington | 45,34 (WL) |
| Zilver | GBR  | Daniel Caines    | 45,43 (PB) |
| Brons  | IRL  | Paul McKee       | 45,99 (NR) |
| Brons  | GBR  | Jamie Baulch     | 45,99      |
| 5      | IRL  | David McCarthy   | 46,61 (PB) |
| 6      | AUS  | Daniel Batman    | 46,67      |

| rang   | land | naam                 | prestatie  |
| ------ | ---- | -------------------- | ---------- |
| Goud   | RUS  | Natalja Nazarova     | 50,83      |
| Zilver | BAH  | Christine Amertil    | 51,11 (NR) |
| Brons  | GER  | Grit Breuer          | 51,13      |
| 4      | GBR  | Catherine Murphy     | 51,99      |
| 5      | USA  | Monique Hennagan     | 52,08      |
| 6      | BLR  | Svjatlana Voesovitsj | 52,72      |

### 800 m
| rang   | land | naam                 | prestatie |
| ------ | ---- | -------------------- | --------- |
| Goud   | USA  | David Krummenacker   | 1.45,69   |
| Zilver | DEN  | Wilson Kipketer      | 1.45,87   |
| Brons  | KEN  | Wilfred Bungei       | 1.46,54   |
| 4      | ESP  | Antonio Manuel Reina | 1.46,58   |
| 5      | NED  | Bram Som             | 1.47,00   |
| 6      | NED  | Arnoud Okken         | 1.48,71   |

| rang   | land | naam                | prestatie    |
| ------ | ---- | ------------------- | ------------ |
| Goud   | MOZ  | Maria Mutola        | 1.58,94      |
| Zilver | AUT  | Stephanie Graf      | 1.59,39      |
| Brons  | ESP  | Mayte Martínez      | 1.59,53 (NR) |
| 4      | SLO  | Jolanda Čeplak      | 1.59,54      |
| 5      | GBR  | Joanne Fenn         | 1.59,95      |
| 6      | RUS  | Yekaterina Puzanova | DSQ          |

### 1500 m
| rang   | land | naam                | prestatie |
| ------ | ---- | ------------------- | --------- |
| Goud   | FRA  | Driss Maazouzi      | 3.42,59   |
| Zilver | KEN  | Bernard Lagat       | 3.42,62   |
| Brons  | MAR  | Abdelkader Hachlaf  | 3.42,71   |
| 4      | KEN  | Cornelius Chirchir  | 3.43,03   |
| 5      | UKR  | Ivan Hesjko         | 3.44,56   |
| 6      | IRL  | James Nolan         | 3.44,67   |
| 7      | RUS  | Andrey Zadorozhniy  | 3.44,80   |
| 8      | ESP  | Juan Carlos Higuero | 3.44,81   |

| rang   | land | naam                 | prestatie    |
| ------ | ---- | -------------------- | ------------ |
| Goud   | USA  | Regina Jacobs        | 4.01,67      |
| Zilver | GBR  | Kelly Holmes         | 4.02,66 (NR) |
| Brons  | RUS  | Yekaterina Rozenberg | 4.02,80      |
| 4      | RUS  | Natalya Gorelova     | 4.06,18      |
| 5      | UKR  | Iryna Lisjtsjynska   | 4.07,19 (PB) |
| 6      | ROU  | Elena Iagar          | 4.07,44 (SB) |
| 7      | BLR  | Alesia Turava        | 4.08,20      |
| 8      | MAR  | Hasna Benhassi       | 4.09,03      |

### 3000 m
| rang   | land | naam                  | prestatie    |
| ------ | ---- | --------------------- | ------------ |
| Goud   | ETH  | Haile Gebrselassie    | 7.40,97      |
| Zilver | ESP  | Alberto García        | 7.42,08      |
| Brons  | KEN  | Luke Kipkosgei        | 7.42,56      |
| 4      | ESP  | Jesús España          | 7.42,70 (PB) |
| 5      | ETH  | Abiyote Abate         | 7.43,21      |
| 6      | NED  | Gert-Jan Liefers      | 7.44,34 (NR) |
| 7      | KEN  | Leonard Mucheru Maina | 7.44,83 (SB) |
| 8      | GBR  | John Mayock           | 7.45,32 (SB) |

| rang   | land | naam                        | prestatie    |
| ------ | ---- | --------------------------- | ------------ |
| Goud   | ETH  | Berhane Adere               | 8.40,25      |
| Zilver | ESP  | Marta Domínguez             | 8.42,17      |
| Brons  | ETH  | Meseret Defar               | 8.42,58 (PB) |
| 4      | MAR  | Zahra Ouaziz                | 8.49,50      |
| 5      | MAR  | Zhor El Kamch               | 8.49,55      |
| 6      | RUS  | Galina Bogomolova           | 8.50,62 (PB) |
| 7      | AUS  | Benita Johnson              | 8.51,62 (SB) |
| 8      | ROU  | Maria Cristina Grosu-Mazilu | 8.58,65      |

### 60 m horden
| rang   | land | naam               | prestatie |
| ------ | ---- | ------------------ | --------- |
| Goud   | USA  | Allen Johnson      | 7,47      |
| Zilver | CUB  | Anier García       | 7,49      |
| Brons  | CHN  | Liu Xiang          | 7,52      |
| 4      | FRA  | Ladji Doucouré     | 7,58 (PB) |
| 5      | GBR  | Colin Jackson      | 7,61      |
| 6      | LAT  | Staņislavs Olijars | 7,62      |
| 7      | SWE  | Robert Kronberg    | 7,67      |
| 8      | RSA  | Shaun Bownes       | 7,67      |

| rang   | land | naam                    | prestatie |
| ------ | ---- | ----------------------- | --------- |
| Goud   | USA  | Gail Devers             | 7,81      |
| Zilver | ESP  | Glory Alozie            | 7,90      |
| Brons  | USA  | Melissa Morrison-Howard | 7,92      |
| 4      | JAM  | Lacena Golding-Clarke   | 7,92 (SB) |
| 5      | FRA  | Linda Ferga-Khodadin    | 7,95      |
| 6      | JAM  | Brigitte Foster-Hylton  | 7,96 (PB) |
| 7      | SWE  | Susanna Kallur          | 7,97      |
| 8      | FRA  | Patricia Girard         | 8,02      |

### Verspringen
| rang   | land | naam               | prestatie |
| ------ | ---- | ------------------ | --------- |
| Goud   | USA  | Dwight Phillips    | 8,29 (PB) |
| Zilver | ESP  | Yago Lamela        | 8,28      |
| Brons  | USA  | Miguel Pate        | 8,21      |
| 4      | CUB  | Luis Felipe Méliz  | 8,01 (SB) |
| 5      | UKR  | Volodymyr Zjoeskov | 8,00      |
| 6      | BUL  | Petar Datschew     | 7,79      |
| 7      | FRA  | Salim Sdiri        | 7,63      |
| 8      | ROU  | Bogdan Tarus       | DSQ       |

| rang   | land | naam              | prestatie |
| ------ | ---- | ----------------- | --------- |
| Goud   | RUS  | Tatjana Kotowa    | 6,84 (WL) |
| Zilver | UKR  | Inessa Kravets    | 6,72      |
| Brons  | BRA  | Maurren Maggi     | 6,70      |
| 4      | RUS  | Olga Rubljowa     | 6,68      |
| 5      | GRE  | Níki Xánthou      | 6,47      |
| 6      | GRE  | Stilianí Pilátou  | 6,47      |
| 7      | IND  | Anju Bobby George | 6,40      |
| 8      | HON  | Tünde Vaszi       | 6,39      |

### Hink-stap-springen
| rang   | land | naam                 | prestatie  |
| ------ | ---- | -------------------- | ---------- |
| Goud   | SWE  | Christian Olsson     | 17,70 (WL) |
| Zilver | USA  | Walter Davis         | 17,35 (PB) |
| Brons  | CUB  | Yoelbi Quesada       | 17,27      |
| 4      | GBR  | Jonathan Edwards     | 17,19      |
| 5      | USA  | Timothy Rusan        | 16,88      |
| 6      | BRA  | Jadel Gregório       | 16,86      |
| 7      | BLR  | Aleksandr Glavatskiy | 16,66      |
| 8      | ROU  | Marian Oprea         | 16,59      |

| rang   | land | naam                   | prestatie |
| ------ | ---- | ---------------------- | --------- |
| Goud   | GBR  | Ashia Hansen           | 15,01     |
| Zilver | CMR  | Françoise Mbango Etone | 14,88     |
| Brons  | SEN  | Kene Ndoye             | 14,72     |
| 4      | RUS  | Anna Pjatych           | 14,35     |
| 5      | ITA  | Magdelín Martínez      | 14,32     |
| 6      | ESP  | Carlota Castrejana     | 14,32     |
| 7      | ALG  | Baya Rahouli           | 14,31     |
| 8      | ROU  | Adelina Gavrila        | 13,92     |

### Hoogspringen
| rang   | land | naam              | prestatie |
| ------ | ---- | ----------------- | --------- |
| Goud   | SWE  | Stefan Holm       | 2,35      |
| Zilver | RUS  | Jaroslav Rybakov  | 2,33      |
| Brons  | BLR  | Gennadi Moros     | 2,30 (PB) |
| 4      | SCG  | Dragutin Topić    | 2,30      |
| 5      | CAN  | Mark Boswell      | 2,25      |
| 6      | CZE  | Tomáš Janků       | 2,25      |
| 7      | SWE  | Staffan Strand    | 2,25      |
| 8      | UKR  | Andrej Sokolovsky | 2,25      |

| rang   | land | naam                | prestatie |
| ------ | ---- | ------------------- | --------- |
| Goud   | SWE  | Kajsa Bergqvist     | 2,01      |
| Zilver | RUS  | Jelena Jelesina     | 1,99      |
| Brons  | RUS  | Anna Tsjitsjerova   | 1,99      |
| 4      | CRO  | Blanka Vlašić       | 1,96      |
| 5      | UKR  | Iryna Mychaltsjenko | 1,96      |
| 6      | ESP  | Ruth Beitia         | 1,96 (NR) |
| 7      | USA  | Tisha Waller        | 1,96      |
| 8      | UKR  | Inha Babakova       | 1,92      |

### Polsstokhoogspringen
| rang   | land | naam               | prestatie |
| ------ | ---- | ------------------ | --------- |
| Goud   | GER  | Tim Lobinger       | 5,80      |
| Zilver | GER  | Michael Stolle     | 5,75      |
| Brons  | NED  | Rens Blom          | 5,75 (NR) |
| 4      | RUS  | Wassili Gorschkow  | 5,70      |
| 5      | USA  | Derek Miles        | 5,70      |
| 6      | AUS  | Viktor Christiakov | 5,60 (AR) |
| 7      | FRA  | Romain Mesnil      | 5,60      |
| 8      | ITA  | Giuseppe Gibilisco | 5,40      |

| rang   | land | naam               | prestatie |
| ------ | ---- | ------------------ | --------- |
| Goud   | RUS  | Svetlana Feofanova | 4,80 (WR) |
| Zilver | RUS  | Jelena Isinbajeva  | 4,60      |
| Brons  | POL  | Monika Pyrek       | 4,45      |
| 4      | USA  | Kellie Suttle      | 4,45 (SB) |
| 5      | GER  | Annika Becker      | 4,45      |
| 6      | BUL  | Tanya Stefanova    | 4,35      |
| 7      | POL  | Anna Rogowska      | 4,35      |
| 8      | FRA  | Vanessa Boslak     | NM        |

### Kogelstoten
| rang   | land | naam             | prestatie  |
| ------ | ---- | ---------------- | ---------- |
| Goud   | ESP  | Manuel Martínez  | 21,24 (SB) |
| Zilver | USA  | John Godina      | 21,23 (SB) |
| Brons  | UKR  | Joeri Bilonoh    | 21,13      |
| 4      | FIN  | Arsi Harju       | 20,96      |
| 5      | AUS  | Justin Anlezark  | 20,65      |
| 6      | FIN  | Tepa Reinikainen | 20,59      |
| 7      | SLO  | Milan Haborák    | 20,21      |
| 8      | DEN  | Joachim Olsen    | 20,12      |

| rang   | land | naam                | prestatie   |
| ------ | ---- | ------------------- | ----------- |
| Goud   | RUS  | Irina Korzhanenko   | 20,55 (WMR) |
| Zilver | BLR  | Nadzeja Astaptsjoek | 20,31       |
| Brons  | GER  | Astrid Kumbernuss   | 19,86 (SB)  |
| 4      | UKR  | Vita Pavlysj        | 19,73       |
| 5      | RUS  | Svetlana Kriveljova | 19,57       |
| 6      | CUB  | Yumileidi Cumbá     | 19,19 (PB)  |
| 7      | BLR  | Janina Koroltsjik   | 18,94       |
| 8      | ITA  | Assunta Legnante    | 18,20       |

### Zevenkamp/Vijfkamp
| rang   | land | naam                | prestatie |
| ------ | ---- | ------------------- | --------- |
| Goud   | USA  | Tom Pappas          | 6361 (PB) |
| Zilver | RUS  | Lew Lobodin         | 6297      |
| Brons  | CZE  | Roman Šebrle        | 6196      |
| 4      | ISL  | Jón Arnar Magnússon | 6185      |
| 5      | CZE  | Tomáš Dvořák        | 6005      |
| 6      | RUS  | Aleksandr Pogorelov | 5999      |
| 7      | FRA  | Laurent Hernu       | 5988      |
| 8      | EST  | Erki Nool           | NM        |

| rang   | land | naam                 | prestatie  |
| ------ | ---- | -------------------- | ---------- |
| Goud   | SWE  | Carolina Klüft       | 4933 (WMR) |
| Zilver | BLR  | Natalya Sazanovich   | 4715       |
| Brons  | FRA  | Marie Collonvillé    | 4644 (NR)  |
| 4      | GER  | Sonja Kesselschläger | 4498       |
| 5      | POR  | Naide Gomes          | 4476 (SB)  |
| 6      | GER  | Katja Keller         | 4430 (PB)  |
| 7      | UKR  | Maryna Brezhina      | 4313       |
| 8      | TUR  | Anzhela Atroshchenko | ab         |

### 4 x 400 m estafette
| rang   | land | naam                                                                     | prestatie    |
| ------ | ---- | ------------------------------------------------------------------------ | ------------ |
| Goud   | JAM  | Leroy Colquhoun Danny McFarlane Michael Blackwood Davian Clarke          | 3.04,21 (NR) |
| Zilver | GBR  | Jamie Baulch Timothy Benjamin Cori Henry Daniel Caines                   | 3.06,12      |
| Brons  | POL  | Rafał Wieruszewski Grzegorz Zajączkowski Marcin Marciniszyn Marek Plawgo | 3.06,61      |
|        | USA  | James Davis Jerome Young Milton Campbell Tyree Washington                | DSQ          |
|        | RUS  | Oleg Mischukow Alexander Ussow Andrei Rudnizki Dmitri Bogdanow           | DSQ          |

| rang   | land | naam                                                                               | prestatie |
| ------ | ---- | ---------------------------------------------------------------------------------- | --------- |
| Goud   | RUS  | Natalja Antjoech Joelia Petsjonkina Olesja Zykina Natalja Nazarova                 | 3.28,45   |
| Zilver | JAM  | Ronetta Smith Catherine Scott Sheryl Morgan Sandie Richards                        | 3.31,23   |
| Brons  | USA  | Monique Hennagan Meghan Addy Brenda Taylor Mary Danner                             | 3.31,69   |
| 4      | GBR  | Jenny Meadows Danielle Halsall Amy Spencer Catherine Murphy                        | 3.32,18   |
| 5      | UKR  | Antonina Jefremova Tetyana Debela Nataliya Zhuravlyova-Vdovychenko Nataliya Makukh | 3.36,18   |

## Verklaring
- WR: Wereldrecord
- WMR: Wereldkampioenschapsrecord
- AR: Werelddeel record
- NR: Nationaal record
- WL: Beste jaarprestatie
- PB: Persoonlijk record
- SB: Beste seizoensprestatie
- NM: Geen geldig resultaat

## Medailleklassement
| Plaats | Land                 | Goud | Zilver | Brons | Totaal |
| 1      | Verenigde Staten     | 10   | 3      | 4     | 17     |
| 2      | Rusland              | 5    | 4      | 3     | 12     |
| 3      | Zweden               | 4    | –      | –     | 4      |
| 4      | Verenigd Koninkrijk  | 2    | 2      | 3     | 7      |
| 5      | Ethiopië             | 2    | –      | 1     | 3      |
| 6      | Spanje               | 1    | 4      | 1     | 6      |
| 7      | Duitsland            | 1    | 1      | 2     | 4      |
| 8      | Frankrijk            | 1    | 1      | 1     | 3      |
|        | Oekraïne             | 1    | 1      | 1     | 3      |
| 10     | Mozambique           | 1    | –      | –     | 1      |
| 11     | Wit-Rusland          | –    | 2      | 1     | 3      |
| 12     | Kameroen             | –    | 2      | –     | 2      |
|        | Jamaica              | –    | 2      | –     | 2      |
| 14     | Kenia                | –    | 1      | 2     | 3      |
| 15     | Bahama's             | –    | 1      | 1     | 2      |
|        | Cuba                 | –    | 1      | 1     | 2      |
| 17     | Oostenrijk           | –    | 1      | –     | 1      |
|        | Denemarken           | –    | 1      | –     | 1      |
|        | Saint Kitts en Nevis | –    | 1      | –     | 1      |
| 20     | Brazilië             | –    | –      | 1     | 1      |
|        | Tsjechië             | –    | –      | 1     | 1      |
|        | Ierland              | –    | –      | 1     | 1      |
|        | Marokko              | –    | –      | 1     | 1      |
|        | Nederland            | –    | –      | 1     | 1      |
|        | Polen                | –    | –      | 1     | 1      |
|        | China                | –    | –      | 1     | 1      |
|        | Senegal              | –    | –      | 1     | 1      |

Parijs 1985 · 
Indianapolis 1987 · 
Boedapest 1989 · 
Sevilla 1991 · 
Toronto 1993 · 
Barcelona 1995 · 
Parijs 1997 · 
Maebashi 1999 · 
Lissabon 2001 · 
Birmingham 2003 · 
Boedapest 2004 · 
Moskou 2006 · 
Valencia 2008 ·
Doha 2010 ·
Istanboel 2012 ·
Sopot 2014 ·
Portland 2016 · 
Birmingham 2018 ·
Belgrado 2022 · 
Glasgow 2024 · 
Nanjing 2025 · 
Toruń 2026
Belgische medaillewinnaars · Nederlandse medaillewinnaars